# Euriphene kahli
Euriphene kahli är en fjärilsart som beskrevs av Holland 1920. Euriphene kahli ingår i släktet Euriphene och familjen praktfjärilar. Inga underarter finns listade i Catalogue of Life.